# Burnupia walkeri
Burnupia walkeri е вид коремоного от семейство Planorbidae.

## Разпространение и местообитание
Видът е разпространен в Демократична република Конго.
Обитава сладководни басейни и реки.